# Pijeris
Pijeris (lat. Pieris), biljni rod iz porodice vrjesovki smješten u tribus Lyonieae, dio potporodice Vaccinioideae. Postoji 9 priznatih vrsta.

## Opis
Pieris, također zvan pijeris, rod od oko sedam vrsta zimzelenih grmova i malog drveća iz obitelji vrijeska (Ericaceae). Članovi roda porijeklom su iz istočne Azije, istočne Sjeverne Amerike i Kube. Nekoliko vrsta, uključujući  “planinsku andromedu” (Pieris floribunda) i “japanski pijeris” ili “japansku andromedu” (P. japonica), uzgajaju se kao ukrasne biljke i imaju nekoliko hortikulturnih sorti.
Vrste Pieris imaju široke kožaste listove koji su obično naizmjenični ili vijugavi duž stabljike. Mlado lišće je često jarko crveno. Bijeli ili ružičasti cvjetovi, koji su cilindrični ili u obliku žare, imaju pet čašica i rastu u završnim ili aksilarnim klasovima. Plod je drvenasta čahura.

## Vrste
1. Pieris amamioshimensis Setoguchi & Y.Maeda
2. Pieris cubensis (Griseb.) Small
3. Pieris floribunda (Pursh) Benth. ex Hook.
4. Pieris formosa (Wall.) D.Don
5. Pieris japonica (Thunb.) D.Don ex G.Don
6. Pieris koidzumiana Ohwi
7. Pieris nana (Maxim.) Makino
8. Pieris phillyreifolia (Hook.) DC.
9. Pieris swinhoei Hemsl.